# Свято-Миколаївський собор (Радомишль)
Свято-Миколаївський собор — собор у місті Радомишль Житомирської області. Пам'ятка архітектури місцевого значення.

## Історія побудови
Будівництво храму розпочав у XVIII столітті Ясон Смогоржевський, греко-католицький митрополит, але не довершив і роботи надовго зупинилися. У 1869—1870 роках церкву намагався добудувати поміщик Карпенко, а потім отримати від держави потрібні кошти намагалося Радомисльське церковнопарафіяльне попечительство. Вирішили зводити нову церкву, проект та кошторис до якої розробив Микола Юргенс у 1875 році. Роботи розпочалися 1877 року, а керував ними Стефан Рикачов. За планами будівництво мало тривати три роки, але завершилося воно тільки 1882 року.
Храм було освячено митрополитом Платоном 13 листопада 1883 року, а настоятелем було призначено А. Горановського. До собору приписали Свято-Троїцьку церкву. 1922 року було зареєстровано осередок місцевої УАПЦ в Радомислі, яким передали церкву. Протягом 1927—1928 років дерев'яну церкву розібрали на будматеріали, зробивши із них комори «Заготльону» та сушарку на папірні. Було також зруйноване кладовище біля церкви.
Радянська влада передала Свято-Миколаївський собор на потреби трудящих. Церкву не зруйнували, але знесли дзвіницю. Від 1932—1933 років до 1941 року її використовували як склад зерна.
Службу у храмі було відновлено з приходом німців, у 1941 році. Після повернення радянська влада не закривала церкви, а запровадила служби церковнослов'янською мовою.

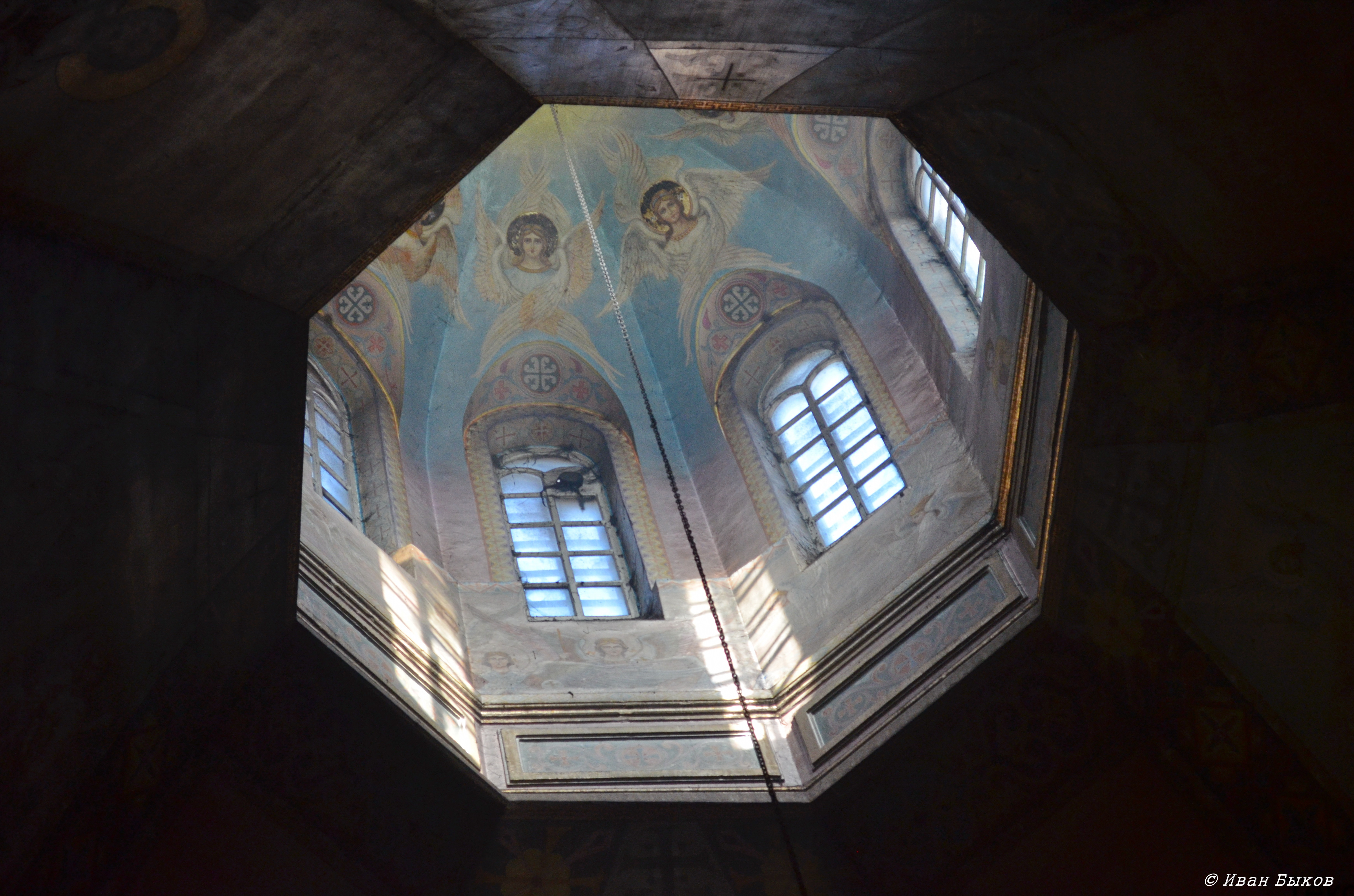
Радомишль. Миколаївський собор. 1864-83 рр.

## Сучасний стан
Зараз діючий храм.

## Архітектура

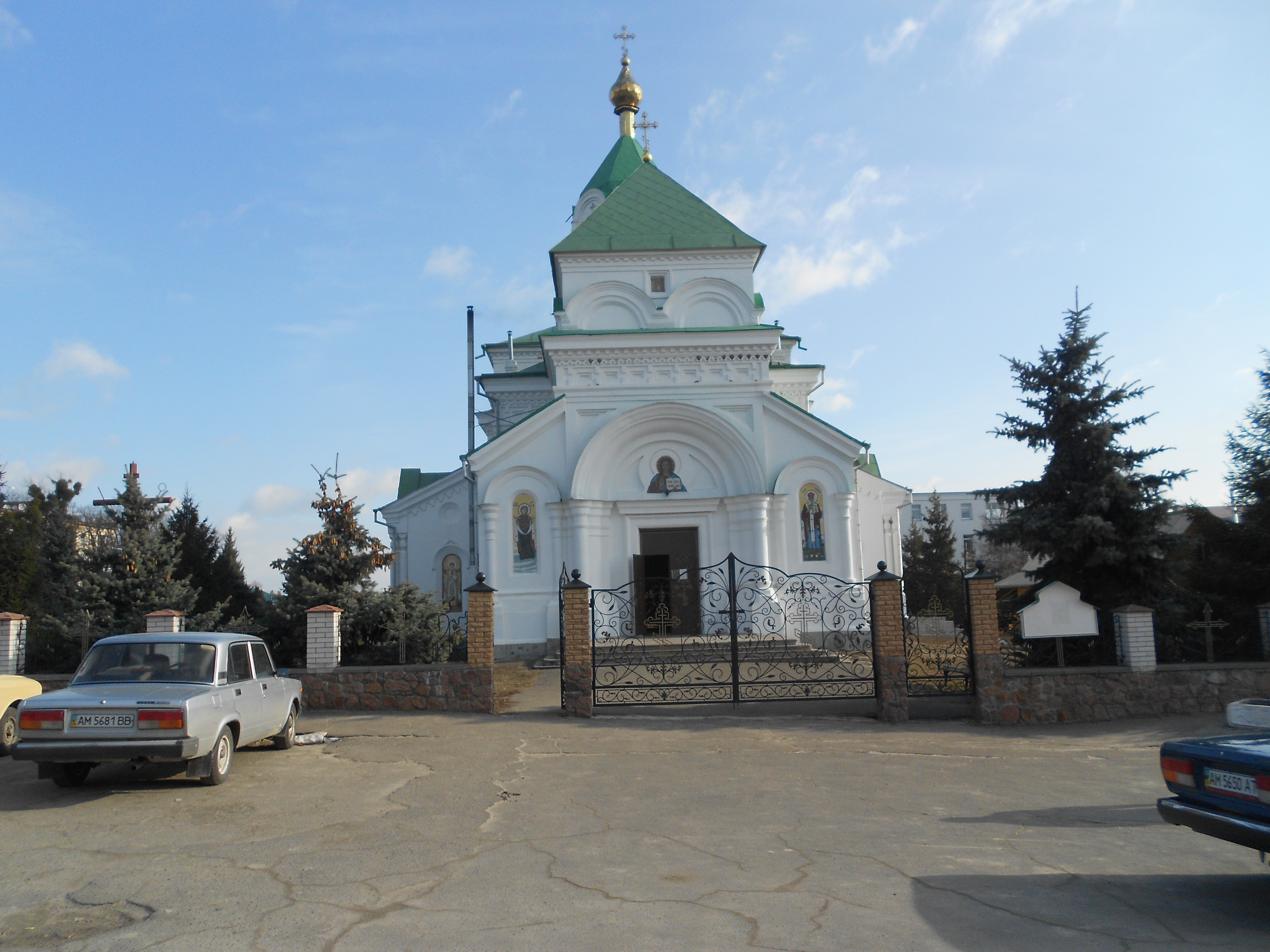
Свято-Миколаївський собор, м. Радомишль

Собор збудовано у стилі московських шатрових храмів.
Проект, розроблений Юргенсом для Радомишля, було використано при будівництві храмів в інших містах, зокрема, в Чорнобилі, який у XIX ст. входив до складу Радомишльського повіту. Радомишльський Свято-Миколаївський собор будувався одночасно з Володимирівським собором у Києві (1862—1882 роки). З огляду на те, що розпис багатьох стін, стель і плафонів в обох храмах тотожний, місцеві краєзнавці вважають, що розписували їх одні майстри. А тому серед імовірних авторів розпису храму Св. Миколая називають В. Васнєцова, М. Нестерова, М. Врубеля.
Під час Німецько-радянської війни у дзвіницю влучив снаряд, і потім її первісний вигляд не відновили.

## Галерея

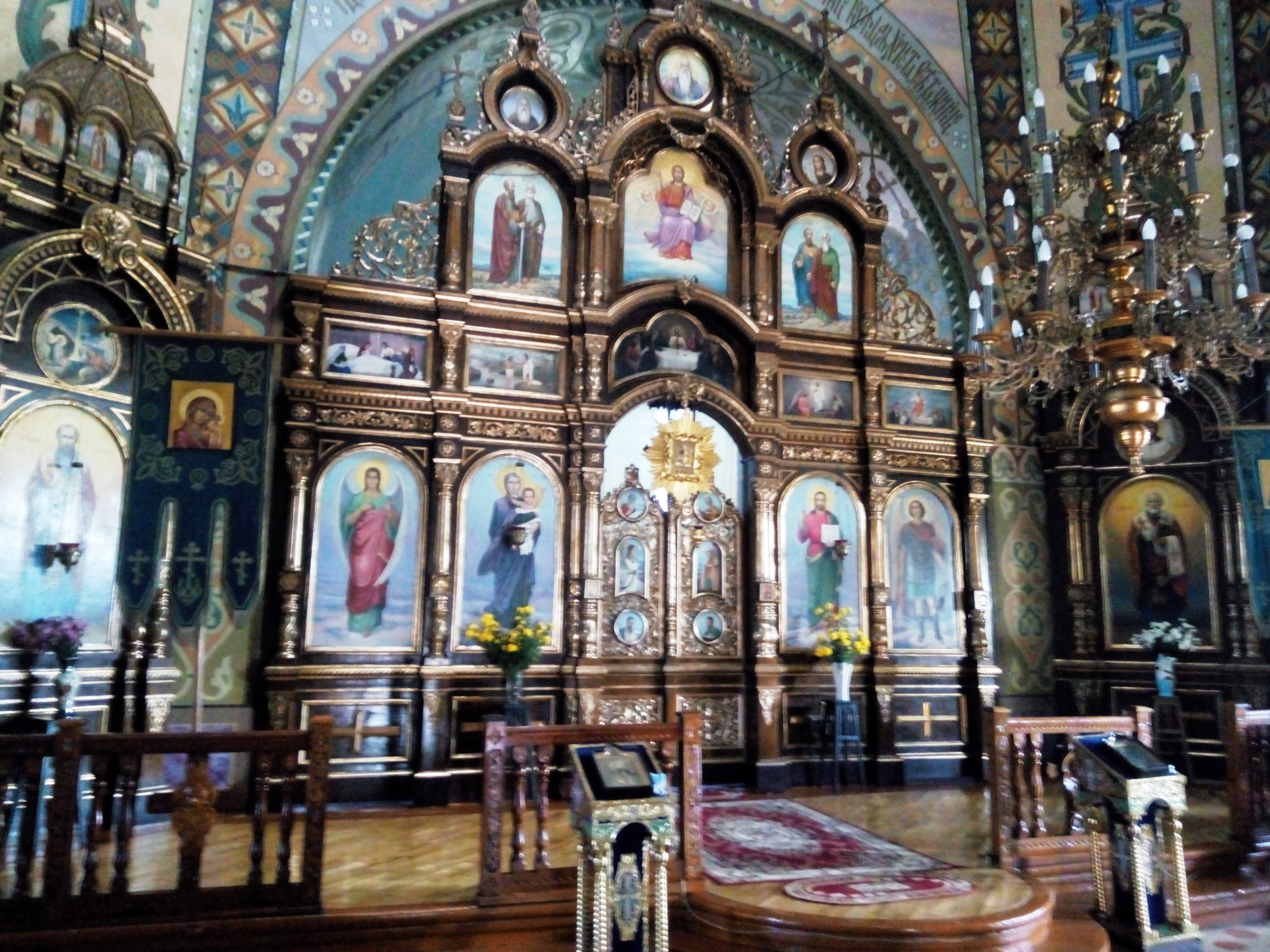
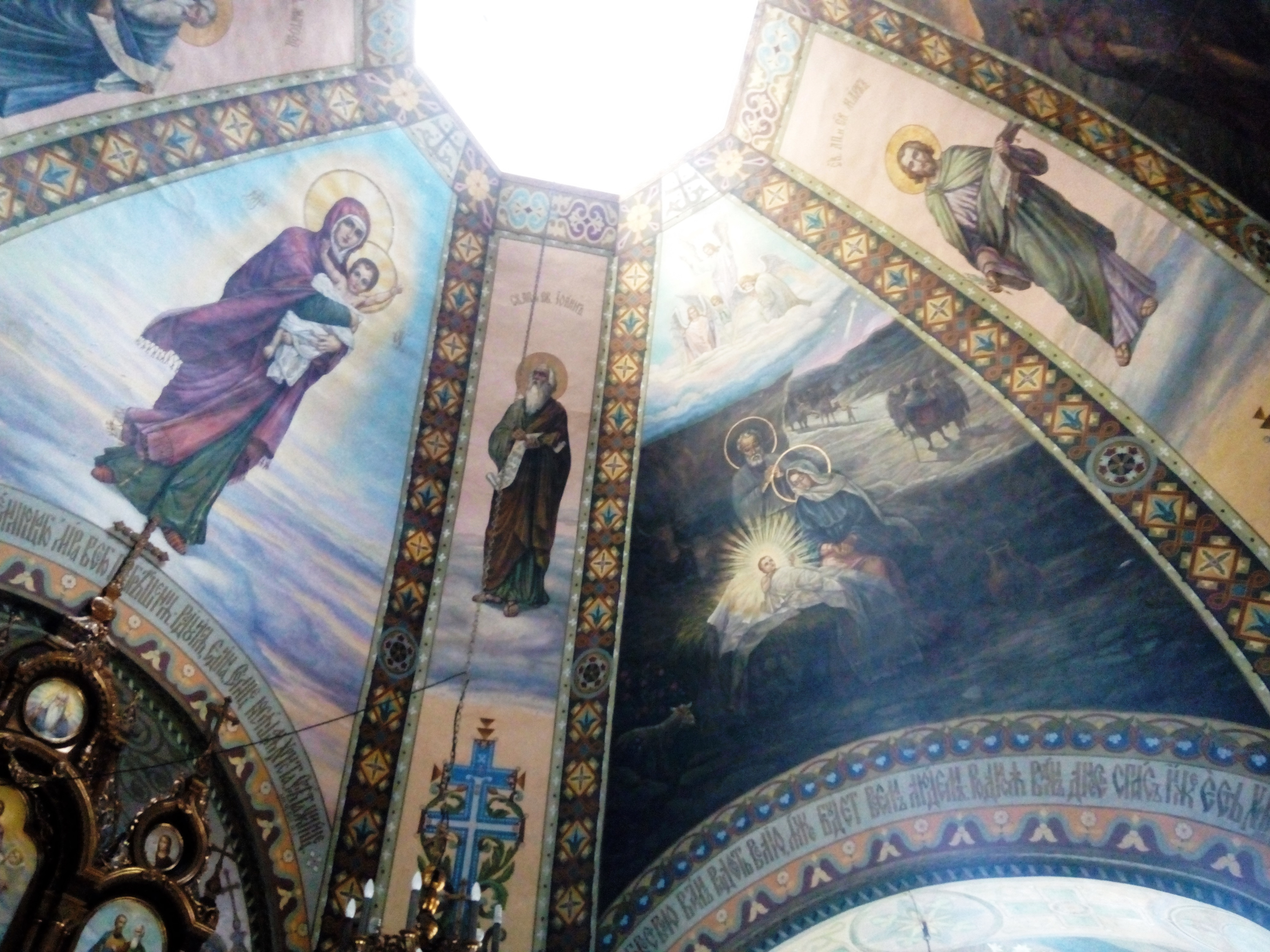
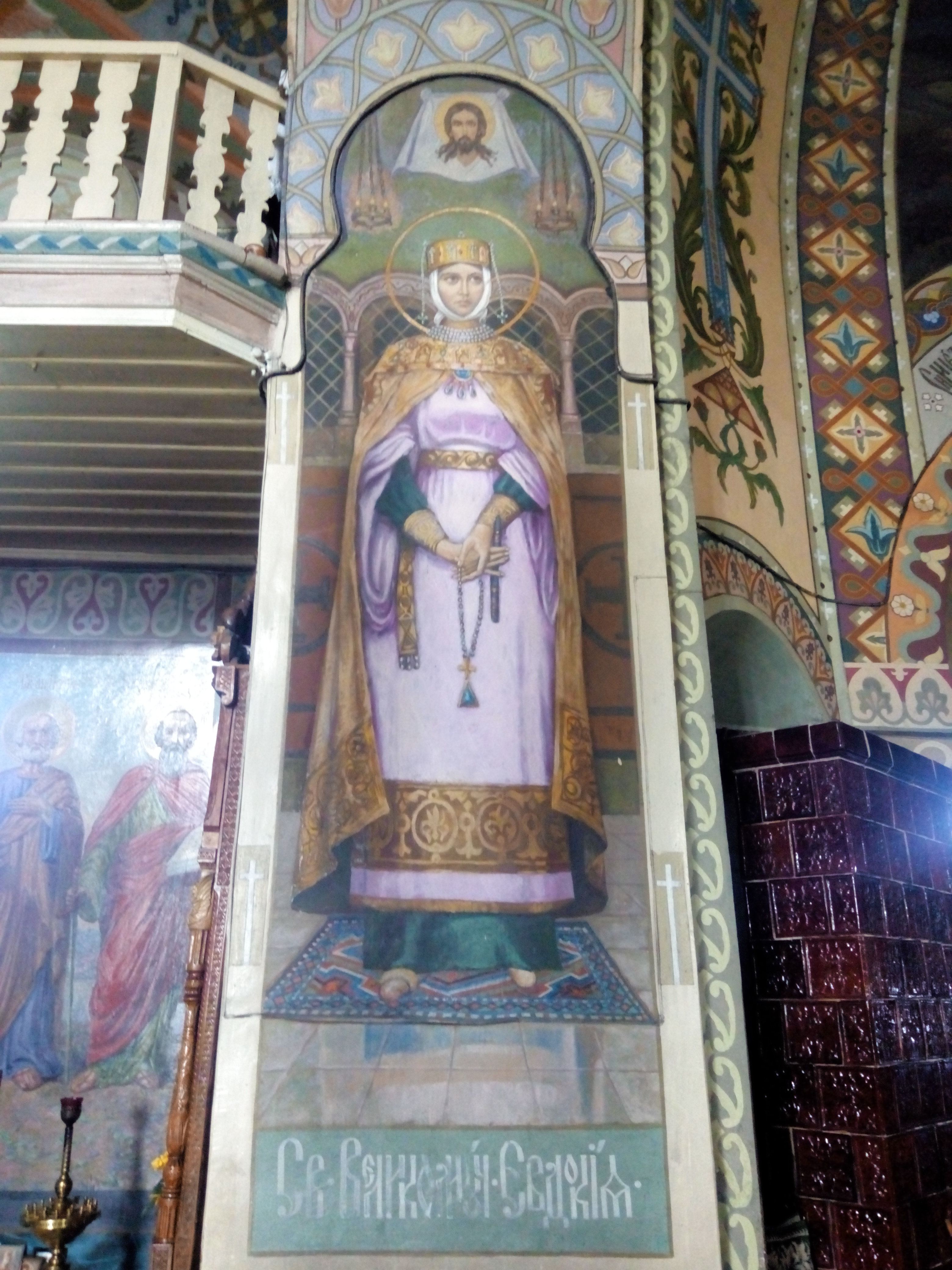
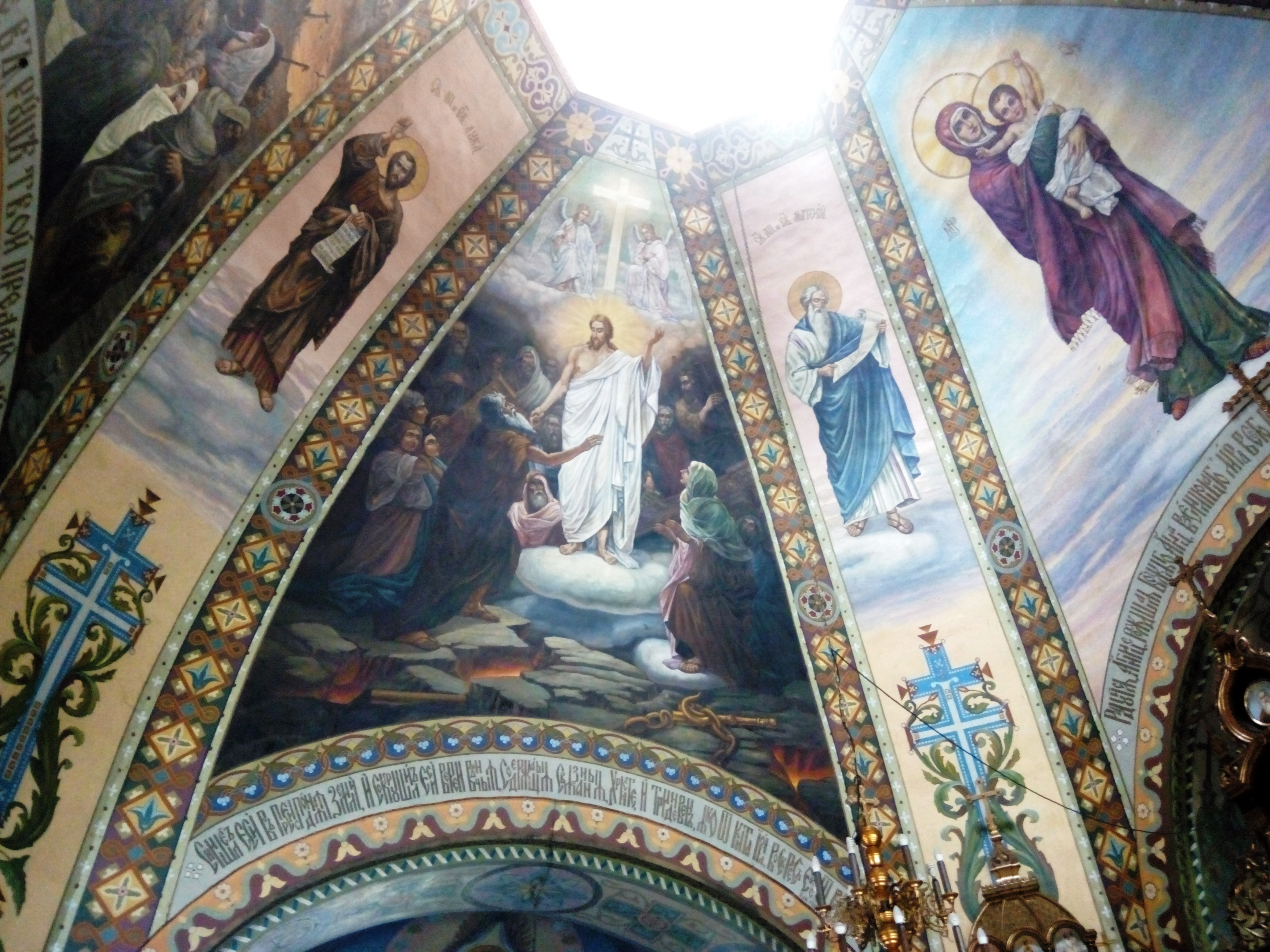